# Agrilus dozieri
Agrilus dozieri é uma espécie de escaravelho perfurador de madeira metálica da família Buprestidae. É conhecida a sua existência na América do Norte.